# Protomystides uschakovi
Protomystides uschakovi är en ringmaskart som beskrevs av Hartmann-Schröder 1979. Protomystides uschakovi ingår i släktet Protomystides och familjen Phyllodocidae. Inga underarter finns listade i Catalogue of Life.